# Kommunalobligation

4%-Kommunalobligation der Deutschen Wohnstätten-Hypothekenbank AG vom 17. Februar 1943

Kommunalobligationen (auch Kommunalschuldverschreibungen oder Öffentliche Pfandbriefe) sind Schuldverschreibungen, die von Pfandbriefbanken ausgegeben werden und zur Refinanzierung von Kommunalkrediten dienen. Kommunalobligationen zählen damit zu den sichersten Geldanlagen, da Gebietskörperschaften als Kreditnehmer die höchste Bonität genießen. Sie sind außerdem gemäß § 1807 Abs. 1 BGB mündelsicher.

## Rechtsgrundlagen
Das Pfandbriefgeschäft ist ein Bankgeschäft nach § 1 Abs. 1 Nr. 1a KWG, das nur von Kreditinstituten mit Banklizenz betrieben werden darf. Nach § 1 Abs. 1 Nr. 2 PfandBG besteht das Pfandbriefgeschäft der Pfandbriefbanken unter anderem aus der „Ausgabe gedeckter Schuldverschreibungen auf Grund erworbener Forderungen gegen staatliche Stellen unter der Bezeichnung Kommunalschuldverschreibungen, Kommunalobligationen oder Öffentliche Pfandbriefe.“ Forderungen gegen staatliche Stellen sind Kommunalkredite, bei denen der Bund, die Bundesländer, Gemeindeverbände, Gemeinden oder Anstalten (mit Anstaltslast und Gewährträgerhaftung) und Körperschaften des öffentlichen Rechts die Kreditnehmer sind. Auch alle übrigen Kredite, die durch diese Kreditnehmer gewährleistet (Bürgschaft/Garantie, gesamtschuldnerische Haftung) sind, können durch Kommunalobligationen refinanziert werden. In § 20 Abs. 1 Satz PfandBG  wird jede schriftlich durch die öffentliche Hand als einredefrei anerkannte Forderung zur Deckung zugelassen. Unter „Pfandbriefgeschäft“ in der Gattung „Öffentliche Pfandbriefe“ ist nach § 1 Abs. 1 Satz 2 Nr. 2 PfandBG die Ausgabe gedeckter Schuldverschreibungen auf Grund erworbener Forderungen gegen staatliche Stellen unter der Bezeichnung Kommunalschuldverschreibungen, Kommunalobligationen oder Öffentliche Pfandbriefe zu verstehen. Nach § 1 PfandBG genießen Kommunalobligationen einen Bezeichnungsschutz, die Bezeichnung als „Öffentliche Pfandbriefe“ ist seit Januar 1991 zulässig und hat sich heute durchgesetzt.

## Anleihebedingungen
Schuldner der Kommunalschuldverschreibungen sind die ausgebenden Pfandbriefbanken, Hypothekenbanken, gemischte Hypothekenbanken und öffentlich-rechtliche Grundkreditanstalten. Das unterscheidet die Kommunalschuldverschreibungen von den Kommunalanleihen, bei denen der Schuldner unmittelbar die ausgebende Gebietskörperschaft ist. Es handelt sich um gedeckte Kommunalschuldverschreibungen, da ihnen eine kongruente Deckung durch Kommunalkredite gegenübersteht. Die Erlöse der Anleihen dürfen nur sehr zweckbestimmt für Kommunalkredite, zinssichernde Derivate und sonstige, in § 19 PfandBG genannte Geschäfte verwendet werden. Kommunalkredite gelten wegen der Steuerkraft ihrer Schuldner und deren Insolvenzunfähigkeit als besonders sichere Kredite. Das wird auch im Bankenaufsichtsrecht bestätigt, da sie nach Art. 114 Abs. 4 und Art. 115 Kapitaladäquanzverordnung (englische Abkürzung CRR) ein Risikogewicht von 0 % erhalten, also nicht mit Eigenmitteln der ausgebenden Banken unterlegt werden müssen. Die fehlende Eigenmittelunterlegung ermöglicht einen niedrigeren Kreditzins oder eine niedrigere Kreditmarge als bei anderen Krediten. Das wirkt sich auch auf den Nominalzins der Kommunalobligationen aus, deren Zinsniveau im Regelfall niedriger ist als etwa bei Unternehmensanleihen. Weil von diesen Regelungen auch alle EU-Mitgliedstaaten und deren untergeordnete Gebietskörperschaften betroffen sind, sind auch Kommunalkredite an diese europäische Schuldnergruppe bis hin zu ausländischen Staatsanleihen (von EU-Mitgliedstaaten) von dieser Vorschrift begünstigt. Der Mindestnennbetrag einer Kommunalschuldverschreibung liegt bei 50 Euro, ihre Laufzeiten betragen mindestens 10 Jahre oder mehr. Kommunalobligationen sind meist als Inhaberschuldverschreibung vorgesehen, so dass diese höchste Form der Fungibilität eine formlose Übertragung der Obligationen auf den Erwerber ermöglicht. Sie können jedoch auch als Namens- oder Orderschuldverschreibungen ausgestaltet sein.

## Bedeutung
Während im Dezember 1948 von 32,5 Millionen DM Pfandbriefen im Umlauf lediglich 4 Millionen DM auf Kommunalobligationen entfielen, war ihr Anteil im Dezember 1949 auf 20 Millionen angestiegen. Im Juni 1949 hatte die Bank deutscher Länder beschlossen, die Beleihungsgrenze für Pfandbriefe und Kommunalobligationen auf 75 % festzulegen. Seit 1951 nahm die Bedeutung der Kommunalobligationen am deutschen Rentenmarkt stetig zu. Von der in § 795 BGB a. F. vorgesehenen Genehmigung der Emission von Inhaberschuldverschreibungen durch die Bundesregierung wurde erstmals im Juli 1965 durch einen Genehmigungsstopp Gebrauch gemacht, der vor allem gegen Kommunalobligationen gerichtet war. Bereits im September 1965 kam es zu einer Lockerung des Genehmigungsstopps.
„Die … große Bedeutung der Kommunalobligationen … ist die Konsequenz der zunehmenden indirekten Beanspruchung des Rentenmarktes durch die öffentliche Hand, denn der Gegenwert der Kommunalobligationen fließt als ‚Kommunaldarlehen‘ zum größten Teil inländischen öffentlichen Haushalten zu“. Die Kommunalobligation ist schließlich zur wichtigsten Schuldverschreibungsart auf dem deutschen Kapitalmarkt geworden, denn das Umlaufvolumen an Kommunalobligationen war im August 1970 erstmals höher als das Pfandbriefvolumen. Damit ist die Kommunalobligation zum wichtigsten Wertpapier am deutschen Rentenmarkt aufgestiegen. Das lag vor allem an dem expansiven Finanzierungsbedarf von Kommunen, Ländern und Bund. Im Jahre 1990 lag ihr Marktanteil bei 53 %, Im Jahre 2015 besaßen öffentliche Gebietskörperschaften, regionale Gebietskörperschaften und Zentralstaaten als Kreditnehmer jeweils einen Anteil von 30 % an der gesamten Deckungsmasse.

## Risiken
Bei Finanzprodukten wie Kommunalobligationen gibt es für den Anleger vier wesentliche Risiken, die auch kumulativ auftreten können.
- Der Anleger unterliegt einem Gläubigerrisiko, weil der Anleiheschuldner in Zukunft Zins- und/oder Rückzahlung ganz oder teilweise nicht erbringen kann. Dieses Gläubigerrisiko ist bei gedeckten Anleihen („covered bonds“ wie Pfandbriefen und Kommunalobligationen) zwar niedriger, aber nicht vollständig eliminiert.
- Weiterhin besteht bei festverzinslichen Wertpapieren für den Anleger ein Zinsänderungsrisiko, weil der Nominalzinssatz während der Laufzeit der Anleihe unter das aktuelle Zinsniveau auf dem Rentenmarkt sinken kann.
- Bei Fremdwährungsanleihen kann für den Anleger ein Kursrisiko entstehen, wenn der Devisenkurs während der Laufzeit der Anleihe unter den ursprünglichen Anschaffungskurs fällt.
- Das Inflationsrisiko ist die Unsicherheit über die reale Höhe der zukünftigen Auszahlungen. Es ist vom Zinsänderungsrisiko getrennt zu bewerten, weil der Fisher-Effekt nur langfristig empirisch nachweisbar ist. Das Inflationsrisiko kann durch den Erwerb von inflationsindizierten Anleihen ausgeschaltet werden.

Diese Risiken führen zu der Einordnung einer Anleihe in eine bestimmte Risikoklasse.

## International
Die CRR gelten in allen EU-Mitgliedstaaten, so dass der Markt für Kommunalobligationen europaweit recht homogen ausgestaltet ist. Gemessen am Umlaufvolumen ist der Markt für deutsche Pfandbriefe innerhalb des weltweiten Covered Bond-Markts mit einem Anteil von 16 % im Dezember 2014 das größte Segment, gefolgt von Dänemark (mit einem Marktanteil von 15 %), Frankreich (13 %), Spanien (12 %) und Schweden (8 %), wobei in Deutschland der Anteil der Namenspfandbriefe mittlerweile bei 50 % liegt.
In den USA verschaffen sich die Kommunen über von ihnen emittierte „municipal bonds“ ihre Kredite unmittelbar auf dem Kapitalmarkt, Kommunalkredite von Banken an Kommunen sind eher untypisch.